# Камара, Мбалия
Мбалия Камара (1929 — 18 февраля 1955 или 8 февраля 1955) была борцом за независимость Гвинеи. В честь неё 9 февраля названо Днем гвинейских женщин.

## Жизнь
Родилась в Поссеа в префектуре Дубрека в крестьянской семье. Вместе со своим мужем Тьерно стала активным членом Демократической партии Гвинеи (DPG) и Африканского демократического объединения, также стала лидером женской секции DPG. Супруги жили в Тондоне, где Мбалия курировала работу местного комитета женщин партии. Местный вождь Алмами Давид Силла был против действий Африканского демократического объединения. В феврале 1955 года он приехал в деревню Бембая собирать налоги повторно, после того, как они уже один раз были собраны. Вспыхнул конфликт, и Силла ворвался в дом Камаров; Мбалия была внутри, на большом сроке беременности. Силла атаковал её, разрезав саблей. Мбалию доставили в больницу в Конакри, но ребёнок родился мертвым. Мбалия умерла неделю спустя.
Её смерть стала важным событием в истории борьбы Гвинеи за независимость; по одной оценке, на её похоронах собралось более 10 000 человек (по оценке полиции — 1500). О её жертве были написаны песни, гвинейки считали её образцом для подражания в борьбе с колониализмом. Она была настолько влиятельна, что 9 февраля было названо Днем гвинейских женщин в её честь, и её до сих пор чтят в Гвинее. В её честь названа главная рыночная площадь Конакри.